# Volo Allegheny Airlines 604
Il volo Allegheny Airlines 604 era un volo giornaliero di linea regionale dall'aeroporto internazionale di Pittsburgh a Pittsburgh, in Pennsylvania, all'aeroporto internazionale di Newark Liberty a Newark, nel New Jersey, passando per DuBois, Philipsburg, Williamsport e Wilkes-Barre/Scranton. A bordo si trovavano quaranta occupanti (36 passeggeri e 4 membri dell'equipaggio) quando, durante la tratta da Williamsport a Wilkes-Barre/Scranton, il motore destro si guastò con conseguente mancato rispetto delle procedure di spegnimento da parte dell'equipaggio di condotta a nord-est dell'Aeroporto Regionale di Williamsport.

## L'aereo e l'equipaggio
Il velivolo in questione era un Convair CV-440 (numero di serie: 125) registrato come N8415H. Aveva registrato 26.266 ore di volo ed era stato consegnato all'Allegheny nel 1953. L'equipaggio di volo includeva il comandante Allen J. Lauber, assunto nel 1955 e certificato come pilota del DC-3, del CV240/340/440 e del Martin 2-0-2. Al momento dell'incidente Lauber poteva vantare oltre 10.000 ore di tempo totale. Il primo ufficiale James P. McClure era stato assunto dalla compagnia aerea nel 1961, in totale aveva accumulato 5.061 ore di volo e 1.410 ore sul CV-440. Il primo ufficiale in formazione Robert V. Leeman lavorava per l'Allegheny solo da due giorni prima dell'incidente. L'assistente di volo Barbara A. Creske era stata assunta nel 1963 e aveva ricevuto un addestramento di emergenza ricorrente obbligatorio il mese prima dell'incidente.

## Il volo
Il volo 604 partì dalla pista 09 dell'aeroporto regionale di Williamsport quando il personale nella torre di controllo dell'aeroporto notò che dal motore destro usciva del fumo. Contattarono immediatamente l'equipaggio del Convair, e in risposta il capitano Lauber trasmise "Volo 604 torna indietro,...abbiamo messo in bandiera il motore giusto". Il controllore chiese quindi quale fosse la pista desiderata, determinando che sarebbero tornati alla pista di atterraggio 09. La torre diede il permesso al volo 604 per farlo, al che Lauber rispose "Okay". Diversi testimoni a terra osservarono che il Convair rimaneva a sud della linea centrale della pista 09/27. Diversi dipendenti dell'aeroporto e altri testimoni videro fuoco e fumo uscire dall'ala destra e osservarono l'aereo salire leggermente. L'assetto dell'aereo era a muso in alto, ma la salita non era molto pronunciata. Dopo che la torre di controllo ricevette la trasmissione del capitano, i controllori non riuscirono a contattare ulteriormente il volo 604. Un meccanico aeronautico all'aeroporto stimò che l'aereo si trovasse a 500 piedi sopra la soglia della pista dell'estremità 27 della pista 09/27. Il velivolo proseguì in direzione nord-est. Una testimone, che in quel momento era nel cortile di casa sua, stimò che l'aereo si trovava da 700 a 900 piedi sopra la sua casa quando gli passò sopra la testa scomparendo oltre un crinale. La donna disse poi di aver sentito il rumore dell'elica affievolirsi fino a non sentirsi più prima di sentire il boato di un'esplosione.
L'impatto iniziale del velivolo avvenne su una collina ad un'altitudine di 1.100 msl. L'aereo rimbalzò più volte, l'ala sinistra venne strappata a 38 piedi dalla punta da un palo del telefono, l'ala destra a 24 piedi dalla punta dopo aver sbattuto contro la collina. L'aereo scivolò poi lungo una ripida collina e prese fuoco dopo essersi fermato. I passeggeri ed l'equipaggio fuggirono attraverso uno strappo nella fusoliera tra il cockpit e la cabina passeggeri. L'assistente di volo Barbara Creske guidò l'evacuazione aiutando il capitano Lauber, che aveva subito delle ferite lievi. La Creske aiutò anche molti passeggeri feriti. 8 minuti dopo l'impatto, l'ala destra e la cabina di pilotaggio erano completamente avvolte dal fuoco. I soccorsi arrivarono sul posto nel giro di 5 minuti.
Dei 40 passeggeri e membri dell'equipaggio, 23 rimasero feriti, di cui 11 gravemente. Le ferite più comuni includevano lesioni alle gambe, al collo e alla schiena. Il braccio di un uomo era rimasto gravemente ustionato mentre cercava di aiutare i soccorsi. Tutti i 40 occupanti sopravvissero all'incidente.